# Сирийски новинарски канал
Сирийският новинарски канал (на арабски: الإخبارية السورية, известен също като Ал Икбария) е частен телевизионен канал, със седалище в град Дамаск. Той стартира в 15 декември 2010 година.